# Fuentecambrón
Fuentecambrón település Spanyolországban, Soria tartományban. Fuentecambrón Langa de Duero, Miño de San Esteban, San Esteban de Gormaz, Ayllón és Languilla községekkel határos. Lakosainak száma 32 fő (2024).

## Népesség
A település népessége az elmúlt években az alábbi módon változott:
| Lakosok száma | 72   | 58   | 55   | 48   | 44   | 42   | 37   | 34   | 33   | 32   |
|               | 2001 | 2004 | 2007 | 2009 | 2012 | 2014 | 2017 | 2019 | 2022 | 2024 |